# 625

## أحداث
- 23 مارس - معركة أحد في المدينة المنورة بين المسلمين والكفار.
- 13 يوليو - يوم الرجيع.
- 9 أكتوبر - غزوة ذات الرقاع، غزوة بني النضير وطرد اليهود إلى بلاد [وضح من هو المقصود ؟].
- 6 ديسمبر - غزوة بدر الثانية (غزوة السويق)

## مواليد
- الحسن بن علي بن أبي طالب.
- الضحاك بن قيس الفهري
- أبو الطفيل عامر بن واثلة الكناني.

## وفيات
- 23 مارس - مقتل حمزة بن عبد المطلب في معركة أحد على يد وحشي بأمر من هند بنت عتبة.
- عمرو بن معاذ صحابي جليل من شهداء غزوة أحد.
- مقتل عبد الله بن جحش في غزوة أحد.
- مقتل مصعب بن عمير في غزوة أحد.
- فاطمة بنت أسد والدة علي بن أبي طالب.